# New Haven Open at Yale 2011
Il New Haven Open at Yale 2011, in precedenza conosciuto come "Pilot Pen Tennis", è stato un torneo femminile di tennis giocato sul cemento. È stata la 44ª edizione del New Haven Open at Yale, che fa parte della categoria Premier nell'ambito del WTA Tour 2011. Il torneo si è giocato sul Cullman-Heyman Tennis Center nel New Haven, Connecticut, USA, dal 22 al 27 di agosto. È uno dei due ultimi tornei che precedono gli US Open 2011.

## Partecipanti WTA

### Teste di serie
| Nazione   | Giocatrice               | Ranking* | Testa di serie |
| --------- | ------------------------ | -------- | -------------- |
| Danimarca | Caroline Wozniacki       | 1        | 1              |
| Cina      | Li Na                    | 5        | 2              |
| Italia    | Francesca Schiavone      | 8        | 3              |
| Francia   | Marion Bartoli           | 9        | 4              |
| Polonia   | Agnieszka Radwańska      | 12       | 5              |
| Russia    | Svetlana Kuznecova       | 13       | 6              |
| Serbia    | Jelena Janković          | 14       | 7              |
| Russia    | Anastasija Pavljučenkova | 18       | 8              |

* Le teste di serie sono basate sul ranking al 15 agosto 2011. 

### Altre partecipanti
Le seguenti giocatrici hanno ricevuto una wild card per il tabellone principale:
- Christina McHale
- Jelena Janković
- Li Na
- Marion Bartoli

Le seguenti giocatrici sono passate dalle qualificazioni:

- Petra Cetkovská
- Vera Duševina
- Ksenija Pervak
- Anastasija Rodionova
- Carla Suárez Navarro (lucky loser)

## Campioni

### Singolare femminile
Caroline Wozniacki ha sconfitto in finale  Petra Cetkovská per 6-4, 6-1.
- È il diciottesimo titolo in carriera per Caroline Wozniacki ed il sesto del 2011.

### Doppio femminile
Chia-Jung Chuang /  Ol'ga Govorcova hanno battuto in finale  Roberta Vinci /  Sara Errani per 7-5, 6-2.